# Mus setulosus
Mus setulosus is een knaagdier uit het geslacht Mus dat voorkomt van Senegal tot Ethiopië en West-Kenia. Deze soort wordt soms verward met de Afrikaanse dwergmuis (Mus minutoides), maar is daar niet nauw verwant aan. De vorm proconodon Rhoads, 1896, uit Ethiopië, wordt soms als een aparte soort gezien, maar is in feite vrijwel identiek aan M. setulosus.